# Áron József
Áron József, cunoscut și ca Josifu Aron sau Iosif Aron, (n. 16 martie 1871, Firiteaz, România – d. 20 noiembrie 1937, Timișoara, România) a fost un săpunar și tatăl lui Attila József, Jolán József și Etelka József.
| “                                                                | Tata-i József Áron, săpunar ce taie pe Marele Ocean ierburi aromate. | ” |
| — fragment din poezia lui Attila József, „Mi-e tată József Áron” |                                                                      |   |

## Biografie

### Tinerețea
S-a născut la 16 martie 1871 în Banat, la Firiteaz, ca fiu al lui József Rista, un păcurar ardelean și al lui Panka Birisin, fiind de religie ortodoxă. În tinerețe a pornit în călătorie: a fost în Transilvania, România, Serbia și a învățat limbile germană, sârbă și slovacă. A mers pe jos până la Pesta; la început a lucrat ca săpunar, apoi a fost recrutat în armată. În acea perioadă (în jurul anului 1891) a cunoscut-o pe Borbála Pőcze, cu care s-a căsătorit la Budapesta, în sectorul IX, pe 23 decembrie 1900, după ce a fost lăsat la vatră. Până atunci au avut trei copii: Nándor, care a murit în copilărie, apoi Margit (1897–1899) și Jolán (1899–1950). După căsătorie au mai avut trei copii: Kálmán, (1901–1903), Etelka (1903–2004) și, în 1905, Attila. Potrivit amintirilor lui Jolán József, tatăl său își dorea un băiat, iar la nașterea acesteia și a vrut să o sugrume de furie, iar când s-a născut Etelka, nici nu a vrut să o vadă timp de câteva săptămâni. Înainte de nașterea lui Attila, i s-a arătat în vis un bătrân cu părul cărunt, care i-a spus că i se va naște un fiu și ar trebui să-l numească Attila. După nașterea fiului, el a asigurat familiei tot ce putea: a sculptat un pat pentru nou-născut și a făcut diverse obiecte de uz casnic. Jolán și-a amintit această perioadă după cum urmează:
| “ | După nașterea lui Attila, multe lucruri s-au schimbat pentru o bună perioadă de timp. Tata a rămas acasă în fiecare seară. Îl vizita prietenul său, nenea Jefta, care lucra și el la fabrica de săpun. Jucau cărți în bucătărie și își făceau planuri, pentru că tata mereu plănuia ceva. […] Apoi tata a făcut noi planuri împreună cu nenea Jefta. Plănuiau să meargă în America, unde există mult aur și dolari. | ” |

### O noua viață
Și-a părăsit familia la 1 iulie 1908, iar aceasta credea că a plecat să-și încerce norocul în Statele Unite ale Americii. Totuși, nu s-a mai întors și, după un timp, au ajuns să creadă că a murit. De fapt, a plecat mai întâi la Esztergom, apoi în România, la Craiova, unde a devenit angajat al fabricii de săpun „Apostol”. Explicația lui Jolán poate oferi un răspuns pentru fapta sa, potrivit căreia tatăl lor a fost mereu un vagabond:
| “ | de fapt, doar rătăcirea îl atrăgea, orașele îndepărtate, țările străine, marea întinsă, America. [...] a dispărut în acea primăvară fără ceartă, fără supărare [...]. | ” |

Nu după mult timp, nenea Jefta a vizitat familia, de la care au aflat despre Áron că locuiește în Craiova. Jolán i-a scris o scrisoare, la care a primit un răspuns:
| “ | Dragii mei copii, draga mea Jolán, Am primit scrisoarea și m-am bucurat foarte mult că nu l-ați uitat pe dragul vostru tată. Dar sunt foarte trist în inima mea că sunteți atât de săraci, dar ce pot face eu, când mama voastră dragă l-a alungat pe iubitul vostru tată, împreună cu unchiul Imre și bunicul. Tatăl vostru știe foarte bine cum a trăit. Dragii mei copii, îmi pare foarte rău că nu pot să vă ofer o bucată de pâine și o haină pentru trupurile voastre. Dacă tatăl vostru nu vă poate lua la el, atunci mă tem că nu veți avea nici pâine, nici haine. Dar dacă veți fi cu tatăl vostru, veți avea tot ce vă dorește inima: pâine, haine, bani, pământ, casă și toate cele necesare. Respect pe bunicul, pe Imre Sándor Lajos, și pe voi, dragii mei copii. Vă sărut pe toți și vă rog să veniți cât mai curând la tatăl vostru. Dumnezeu să fie cu voi, dacă nu veți fi cu tatăl vostru – atunci tatăl vostru va muri pe un pământ străin în America. Bunul Dumnezeu să aibă grijă de voi, Craiova, 11 iulie 1909 / VII Strada Bukovet 53 József Áron | ” |

În jurul anului 1910, Áron József s-a mai întâlnit o dată cu unul dintre membrii familiei sale, Jolán:
| “ | ...într-o seară rece și vânturoasă de noiembrie am mers la magazin pentru pâine. Întorcându-mă acasă, în fața porții mi-a ieșit în cale un bărbat cu barbă neagră și căciulă. – Jolán, nu mă recunoști? Eu sunt tati. [...] Am fost atât de speriată de el încât abia am putut să-i răspund la întrebări: Ce face mama? Vorbește urât despre mine? Cum sunteți? La final, mi-a dat o coroană în mână spunând că este a mea, dar să nu spun nimic mamei despre întâlnirea noastră. Apoi a plecat în grabă. [...] Apariția neașteptată a tatălui a tulburat din nou liniștea mamei noastre. | ” |

Cu toate acestea, copiii nu și-au mai întâlnit niciodată tatăl. Câțiva ani mai târziu lucra în Novi Sad, în 1914 fiind bucătar-șef la o fabrică locală de săpun, și a fost scutit de obligațiile militare. În 1920, Áron József și-a căutat familia în Budapesta, însă fără succes, astfel că în 1922 a depus o cerere pentru oficializarea divorțului. În același an, la fabrică, a întâlnit-o pe Julianna Kiss, care lucra și ea acolo. Julianna i-a povestit că ea a fost în America cu primul ei soț. Câțiva ani mai târziu, s-a întors cu Julianna la Craiova, unde s-au căsătorit pe 11 septembrie 1924. Pe 1 august s-a născut fiul lor, József Mircea („Mișu”), fratele vitreg a lui József Attila, care la scurt timp a devenit invalid, fiind paralizat și neputând vorbi. Din cauza Marii Crize Economice, au avut dificultăți financiare și au continuat să se mute; întâi la Dej, apoi la Cluj, iar în 1931 la Timișoara. A fost angajat la fabrica Temmer din Timișoara până la moartea sa, la vârsta de 66 de ani, pe 20 noiembrie 1937. Este interesant de remarcat că fiul său s-a sinucis și el în același an, doar câteva zile mai târziu, pe 3 decembrie. Attila József a aflat doar în anul morții sale de la sora sa că tatăl său nu a plecat în America, ci a trăit în România. Deși nu și-a vizitat niciodată familia, vecinii săi își aminteau că menționa adesea familia sa care a rămas în capitala Ungariei și regreta că și-a lăsat soția cu cei trei copii în sărăcie. 
În decembrie 1937, scriitorul József Méliusz a primit o scrisoare de la niște cunoscuți din Budapesta, în care sugerau că Jószef Aron ar putea fi găsit la Timișoara, în Colonia Nouă. După cercetări îndelungate, a aflat că un anume Iosif Aron a trăit și a murit într-o cocioabă pe o parcelă în raza municipiului, între Colonia de lângă Turbine și Colonia Kuncz, posibil identic cu Áron József. Informațiile lui Méliusz József au fost publicate în ziarul Brassói Lapok (în traducere: Gazeta de Brașov).
Cum a continuat viața lui József Áron după ce a plecat în 1908 a ieșit la iveală abia la sfârșitul anilor 1950, când scriitorii maghiari Miklós Szabolcsi și László Lörinczi au cercetat timp de câteva zile la Timișoara pentru a clarifica dispariția lui József și au putut stabili că acesta a lucrat la curățătoria de mațe a antreprenorului Tremmer. Mai tarziu, Grigore Popiți a continuat cercetările și a identificat și alte urme ale lui Áron, găsindu-l pe Mircea, fratele vitreg al lui Attila József, care semăna fizic foarte mult cu acesta, și care a primit o pensie lunară din partea Uniunii Scriitorilor ca rudă a marelui poet.

## In memoriam
Anna Mérei a regizat, printre altele, un film numit A hetedik szoba (în traducere: A șaptea cameră) despre viața lui Áron József.